# Juan García de Zéspedes
Juan García de Zéspedes o Céspedes (Puebla de Zaragoza, c. 1619-Puebla, 5 de agosto de 1678) fue un compositor novohispano, cantante e intérprete de viola de gamba.

## Biografía
Se cree que nació en la ciudad novohispana de Puebla (hoy día perteneciente a México), donde fue niño de coro en la catedral de Puebla bajo la dirección de Juan Gutiérrez de Padilla. Permaneció muchos años al servicio de la catedral, donde desempeñó diferentes puestos:
- Maestro de mozos de coro entre 1643 y 1645.
- Capellán de coro entre 1646 y 1666.
- Cantor, desde 1650.
- Maestro de violón desde 1654.
- Confesor de sacerdotes desde 1656.
- Asistente del maestro de capilla Juan Gutiérrez de Padilla entre 1660 y 1664.
- Maestro de Capilla interino entre 1664 y 1670 y propietario desde 1670 hasta su fallecimiento en 1678.

## Obras

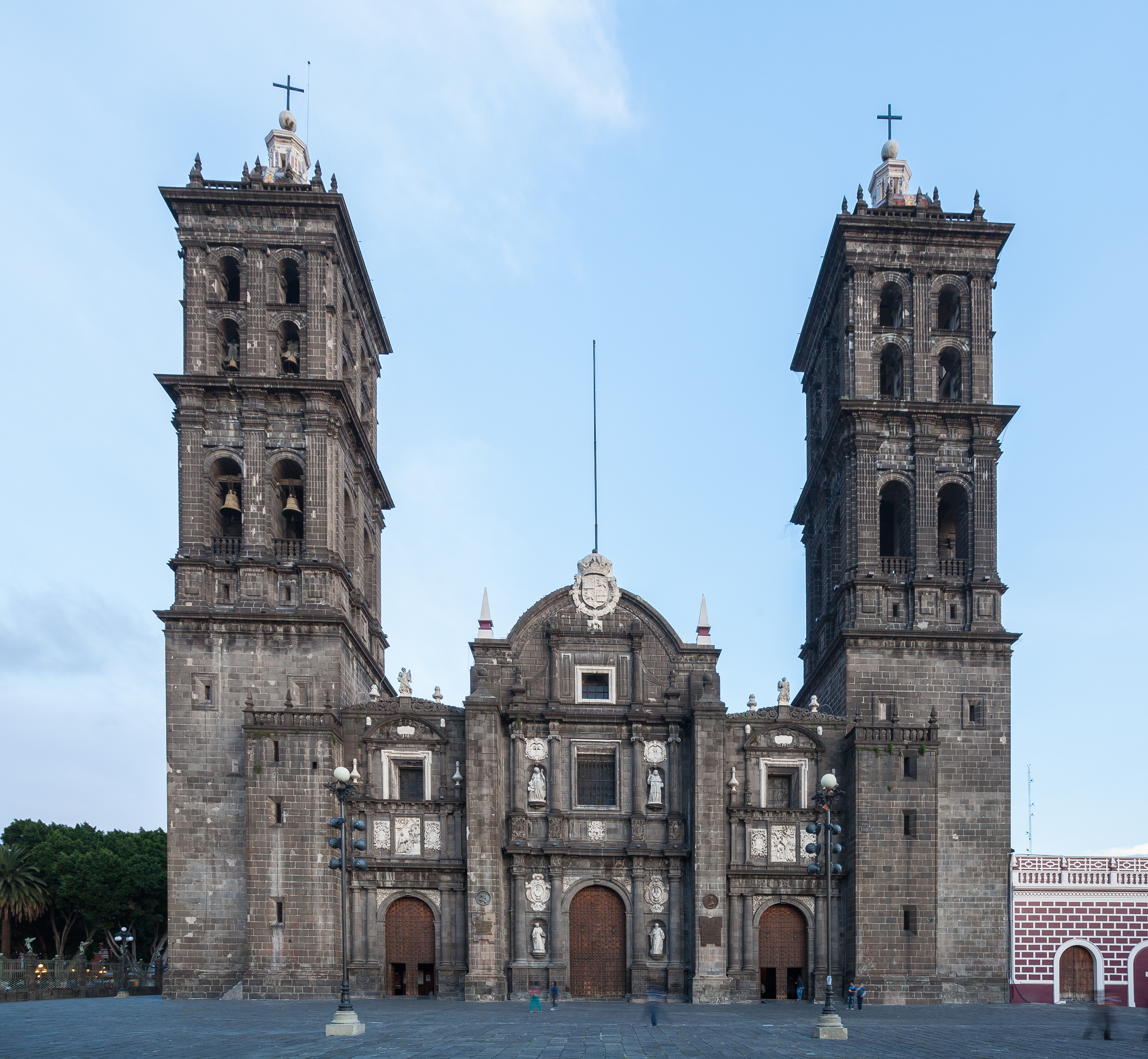
Catedral de Puebla

Sus composiciones son piezas sagradas y otras inspiradas en ritmos nativos. Solamente se conservan seis de sus obras, tres en latín y tres villancicos, algunas más le son atribuidas.
- Convidando está la noche. Villancico que debe considerarse música barroca con arreglo a la fecha de composición e incluye elementos populares y multiétnicos característicos de la música de la América ibérica.
- A la mar va mi Niña (villancico).
- Hermoso amor que forjas tus flechas (villancico).
- Plange quasi virgo plebs mea (responsorio Semana Santa)
- Salve regina (antífona mariana)
- Letanía de Nuestra Señora (letanía).